# Diocesi di Rotaria
La diocesi di Rotaria (in latino: Dioecesis Rotariensis) è una sede soppressa e sede titolare della Chiesa cattolica.

## Storia
Rotaria, identificabile con Henchir-Loulou, Renier nell'odierna Algeria, è un'antica sede episcopale della provincia romana di Numidia.
Sono solo due i vescovi documentati di Rotaria. Il primo vescovo noto, Felice, è menzionato nelle opere di Ottato e di Agostino. Secondo il primo autore, durante la persecuzione dell'imperatore Diocleziano, Felice fu tra i vescovi che cedette alle pressioni e nel 303 circa bruciò pubblicamente i libri sacri. Lo stesso vescovo, stando alla testimonianza di Agostino, prese parte alla riunione di vescovi a Cirta il 5 marzo 305, sotto la presidenza di Secondo di Tigisi, per procedere alla consacrazione del nuovo vescovo locale, Silvano, eletto dopo la morte del predecessore Paolo.
Il donatista Vittore prese parte alla conferenza di Cartagine del 411, che vide riuniti assieme i vescovi cattolici e donatisti dell'Africa romana; la sede in quell'occasione non aveva vescovi cattolici. Gli atti della conferenza riportano l'accusa di Aurelio, vescovo cattolico di Macomades, secondo il quale Vittore avrebbe fatto uccidere il vescovo cattolico; lo stesso Aurelio accusò i donatisti di Rotaria per aver fatto ribattezzare Simplicio, un novantenne, cattolico passato al donatismo, per consacrarlo poi vescovo di Tibili. Alla stessa conferenza, Vittore, vescovo cattolico di Azura, dichiarò che una chiesa nel territorio di Rotaria dipendeva dalla sua giurisdizione.
Dal 1933 Rotaria è annoverata tra le sedi vescovili titolari della Chiesa cattolica; dall'11 febbraio 2008 il vescovo titolare è Ivan Šaško, vescovo ausiliare di Zagabria.

## Cronotassi

### Vescovi residenti
- Felice † (prima del 303 - dopo il 305)
  - Vittore † (menzionato nel 411) (vescovo donatista)

### Vescovi titolari
- Pál Brezanóczy † (15 settembre 1964 - 10 gennaio 1969 nominato arcivescovo di Eger)
- Percival Caza † (18 marzo 1969 - 26 novembre 1970 dimesso)
- Vincent Madeley Harris † (27 aprile 1971 - 15 novembre 1971 succeduto vescovo di Austin)
- Reinhard Lettmann † (18 gennaio 1973 - 11 gennaio 1980 nominato vescovo di Münster)
- Martino Scarafile † (20 dicembre 1980 - 31 ottobre 1985 nominato vescovo di Castellaneta)
- Agustín Otero Largacha, O.A.R. † (3 maggio 1986 - 9 maggio 2004 deceduto)
- Gonzalo de Villa y Vásquez, S.I. (9 luglio 2004 - 28 luglio 2007 nominato vescovo di Sololá-Chimaltenango)
- Ivan Šaško, dall'11 febbraio 2008